# Gelson Fernandes
Gelson da Conceição Tavares Fernandes (* 2. září 1986) je bývalý švýcarský profesionální fotbalista, který hrál na pozici defenzivního záložníka. Nejvíce se proslavil vítězným gólem proti pozdějším šampionům Španělsku ve skupinovém zápase na Mistrovství světa ve fotbale 2010.

## Klubová kariéra

### Sion
Fernandes začal svou fotbalovou kariéru v klubu FC Sion, když poprvé přišel do klubu ve věku osmi let. Fernandes byl povýšen do prvního týmu v roce 2004 poté, co byl povolán manažerem Gilbertem Gressem. V sezóně 2004/05 odehrál celkem pět zápasů, ale sezóna 2005/06 se ukázala pro něj být jako průlomová, protože dostal více herního času. Fernandes také dovedl svůj tým k vítězství ve Švýcarském poháru v penaltovém rozstřelu (5:3) proti Young Boys. Ve své první kompletní sezóně v klubu odehrál 22 ligových zápasů a neskóroval.
V sezóně 2006/07 Fernandes nadále zůstával v prvním týmu Sionu. Poté vstřelil svůj první gól v sezóně při výhře 3:1 nad FC Naters v prvním kole Švýcarského poháru. Fernandes poté debutoval na evropské scéně při remíze 0:0 s Bayerem Leverkusen v prvním kole Poháru UEFA. V odvetném utkání vstřelil svůj první gól v evropských pohárech proti Leverkusenu, ovšem Sion vypadl po výsledku 3:1 v součtu obou utkání. 14. října 2006 vstřelil Fernandes svůj první ligový gól za Sion při remíze 1:1 proti Luzernu. V posledním ligovém zápase sezóny 2006/07 byl v 90. minutě vyloučen poté, co obdržel druhou žlutou kartu, což se ukázalo jako jeho poslední vystoupení v dresu Sionu, přestože Sion vyhrál 3:0 nad St. Gallenem. V sezóně 2006/07 odehrál Fernandes 41 zápasů (z toho 35 v lize) a skóroval čtyřikrát ve všech soutěžích.

### Manchester City
Fernandes přestoupil do Manchesteru City ze Sionu 14. července 2007 za nezveřejněnou částku, která se pohybovala kolem 6 milionů eur (4,2 milionu liber), což byla druhá nejvyšší částka v historii švýcarské ligy. Sven-Göran Eriksson po podpisu smlouvy poznamenal, že si myslí, že Fernandes je "nejlepším mladým hráčem ve Švýcarsku". Při vstupu do klubu dostal dres s číslem 28.
Fernandes debutoval v dresu Manchesteru City při výhře 2:1 nad Bristolem City ve druhém kole Ligového poháru. O dva měsíce později, 20. října 2007, debutoval v lize, když nastoupil za Elana v 89. minutě při vítězství 1:0 nad Birminghamem City. V listopadu se Fernandes brzy etabloval v základní jedenáctce. Svůj první gól vstřelil 2. ledna 2008 při vítězství 2:0 nad Newcastlem United poté, co nastoupil jako náhradník za Stephena Irelanda a trvalo pouhých 40 sekund, než Fernandes a Kelvin Etuhu zakombinovali, aby první jmenovaný zakončil z hranice vápna. 2. února 2008, kdy vstřelil svůj druhý gól při prohře 1:3 s Arsenalem na Etihad Stadium, využil Vedran Ćorluka chyby Gaëla Clichyho, který přihrál do šestnáctky Fernandesovi. Gól nestačil k tomu, aby Manchesteru City zajistil nějaké body, ale ukázal fanouškům City, že Fernandes má čich na góly stejně jako jeho kolega z mládeže Michael Johnson. Na konci sezóny 2007/08 odehrál ve všech soutěžích dvaatřicet zápasů a dvakrát skóroval.
Na začátku sezóny 2008/09 Fernandes změnil číslo dresu z 28 na 19 poté, co jeho předchozí číslo převzal Daniel Sturridge. Svůj první gól v sezóně vstřelil 21. září 2008 proti Portsmouthu, když Manchester City vyhrál 6:0. O tři dny později, 24. září 2008, vstřelil Fernandes svůj druhý gól v sezóně proti Brighton & Hove Albion ve druhém kole Ligového poháru, když klub prohrál 5:3 na penalty po remíze 2:2 po 120 minutách zápasu. Pod novým trenérem Markem Hughesem, se ale Fernandes do hry dostával výhradně z lavičky. V průběhu sezóny se Fernandes ocitl mimo první tým, protože měl problémy se zraněním. Na konci sezóny 2008/09 odehrál ve všech soutěžích 27 zápasů a dvakrát skóroval.
Poté se očekávalo, že Fernandes opustí Manchester City, protože o něj měly zájem jiné kluby z Evropy.

### Saint-Étienne
Dne 9. července 2009 Fernandes podstoupil lékařskou prohlídku a dokončil přestup za 2 miliony liber do týmu Ligue 1 Saint-Étienne a přestup byl potvrzen následující den, kdy podepsal dvouletou smlouvu za nezveřejněnou částku.
Svůj ligový debut si odbyl v úvodním zápase sezóny proti Nice, kde nastoupil do zápasu a odehrál 64 minut, než byl vystřídán při prohře 0:2. Od svého příchodu do klubu se Fernandes rychle etabloval na pozici defenzivního záložníka. V jednu chvíli hrál na pozici pravého obránce, 5. prosince 2009 na této pozici nastoupil proti Sochaux. Jeho působení v Saint-Étienne mělo těžký začátek a Fernandes se postupně pohyboval ve středu hřiště s trochou bojovnosti a dobrým rozpoložením, aniž by byl přesvědčivý. Přesto později pomohl klubu vyhnout se sestupu a skončit v lize na sedmnáctém místě. Na konci sezóny 2009/10 odehrál Fernandes ve své první sezóně za Saint-Étienne třicet osm zápasů ve všech soutěžích.

### Působení po hostováních
Poté, co upadl v nemilost manažera Christopha Galtiera a bylo mu řečeno, že může odejít ze Saint-Étienne na hostování, bylo 30. srpna 2010 oznámeno, že Fernandes odejde na hostování s opcí na koupi do Chieva. Svůj debut v klubu si odbyl 12. září 2010 jako náhradník v 59. minutě při výhře 3:1 nad Janovem. Od svého příchodu do Chieva se Fernandes zapojil do řady zápasů v prvním týmu klubu. Svůj první gól za klub vstřelil 22. září 2010 při výhře 3:1 nad Neapolí. Dne 31. října 2010 obdržel Fernandes červenou kartu po druhé žluté kartě v zápase proti Parmě. Až 20. února 2011 vstřelil svůj druhý gól za Chievo při prohře 2:1 s AC Milán. Navzdory tomu, že Fernandes čelil během sezóny 2010/11 pětkrát suspendaci, odehrál za Chievo třicet zápasů a vstřelil dva góly ve všech soutěžích. Následně se klub rozhodl, že s ním nepodepíše smlouvu natrvalo.
Dne 4. srpna 2011 podepsal Fernandes smlouvu s klubem Championship Leicester City na sezónní hostování, které podléhalo mezinárodnímu schválení, a připojil se k němu trenér Sven-Göran Eriksson, který s ním dříve podepsal smlouvu v Manchesteru City. Po svém návratu do Anglie na hostování Fernandes prozradil, že mu bylo řečeno, že jeho přestup se stane trvalým, ale pouze v případě, že klub postoupí do Premier League. Fernandes debutoval v dresu Leicesteru City při výhře 1:0 nad Coventry City 6. srpna 2011. O dva týdny později, 20. srpna 2011, vstřelil svůj první gól za klub a zároveň připravil první gól Leicesteru City při remíze 2:2 s Nottinghamem Forest. Od svého debutu v klubu se Fernandes stal pravidelným hráčem prvního týmu. To trvalo až do vyhazovu Erikssona kvůli špatným výsledkům, kdy byl nahrazen Nigelem Pearsonem, který postavil Fernandese do zápasu až 3. prosince 2011 a naposledy nastoupil za Leicester City při prohře 2:1 s Hull City. Dne 30. prosince 2011 požádal o ukončení smlouvy o hostování v klubu a o návrat do Francie. O šest dní později, 4. ledna, bylo oznámeno, že Fernandesovo hostování s Leicesterem City bylo po vzájemné dohodě zrušeno. V době, kdy opustil klub, odehrál Fernandes za Leicester City ve všech soutěžích osmnáct zápasů a jednou skóroval.
Poté, co skončilo jeho hostování v Leicesteru City, byl Fernandes poslán na další hostování, ale tentokrát podepsal smlouvu se současným lídrem Serie A Udinese do konce sezóny, aby posílil kádr poté, co někteří hráči odešli hrát na Africký pohár národů. Udinese tedy chtělo hráče, který by se dokázal rychle aklimatizovat. Dne 22. ledna 2012 debutoval za klub při výhře 2:1 nad Catanií v Coppa Italia. Od svého debutu v dresu Udinese se stal pravidelným hráčem prvního týmu, kde nastoupil v následujících deseti zápasech. To trvalo až do chvíle, kdy byl Fernandes na další čtyři zápasy odsunut na lavičku náhradníků. Až 11. dubna 2012 se vrátil do základní sestavy a vstřelil svůj první gól při prohře 1:3 s AS Řím. Na konci sezóny 2011/12 odehrál Fernandes ve všech soutěžích sedmnáct zápasů a jednou skóroval. Poté se vrátil do Saint-Étienne poté, co se klub rozhodl nepodepsat s ním smlouvu natrvalo.

### Sporting Lisabon
Před sezónou 2012/13 se Fernandes opět neobjevil na předsezónním tréninku Saint-Étienne, což zpochybnilo jeho budoucnost v klubu. Dne 4. července 2012 bylo oznámeno, že podepsal čtyřletou smlouvu se Sporting CP s výkupní klauzulí ve výši 25 milionů eur.
Fernandes debutoval v klubu, když nastoupil na celý zápas při remíze 0:0 s Vitórií SC v úvodním zápase sezóny. Poté pomohl Sportingu porazit AC Horsens ve druhém kole play-off Evropské ligy UEFA při výhře 5:0. Jeho možnosti v prvním týmu však byly omezené, protože byl umístěn na lavičku náhradníků a byl omezen na dvanáct zápasů ve všech soutěžích za klub. Poté, co skončila jeho smlouva ve Sportingu, byl Fernandes jedním z mnoha hráčů, kteří byli prodáni.

#### Sion (hostování)
Dne 21. prosince 2012 bylo potvrzeno, že se vrátil do Sionu a podepsal hostování do konce sezóny 2012/13 s opcí na ukončení hostování.
Fernandes debutoval v dresu klubu a odehrál 81 minut, než byl vystřídán, při výhře 3:0 nad SC Kriens 3. února 2013. Od svého příchodu do FC Sion se rychle stal pravidelným hráčem prvního týmu klubu po zbytek sezóny. Ke konci sezóny se však Fernandes potýkal s omezeními, když mu dvakrát hrozila suspendace a utrpěl zranění, které ho vyřadí po zbytek sezóny 2012/13. Na konci sezóny 2012/13 odehrál Fernandes šestnáct zápasů ve všech soutěžích. V návaznosti na to jeho opce na trvalý přestup do FC Sion skončila poté, co klub musel zaplatit cenu za podpis Fernandese.

### Freiburg
Dne 27. června 2013 bylo oznámeno, že Fernandes podepsal dlouhodobou smlouvu s bundesligovým týmem SC Freiburg za poplatek 400 000 eur.
Svůj ligový debut si odbyl v úvodním zápase sezóny, kdy SC Freiburg prohrál 3:1 s Bayerem Leverkusen. Následoval jediný gól klubu v zápase, kdy prohrál 2:1 s 1. FSV Mainz 05. Po příchodu do Freiburgu se Fernandes stal pravidelným hráčem prvního týmu. První gól vstřelil 23. listopadu 2013 při vítězství 1:0 nad Eintrachtem Braunschweig. Po zápase řekl: "Jsem naprosto šťastný za náš mladý tým. Byly to tři velmi důležité body, ale máme jich jen jedenáct, to není moc." V průběhu sezóny Fernandes nadále zůstával v základní jedenáctce, přestože byl pětkrát umístěn na lavičku náhradníků. Na konci sezóny 2013/14 odehrál ve všech soutěžích třicet osm zápasů a jednou skóroval. Následně bylo oznámeno, že Fernandes opustí Freiburg, přestože měl před sezónou 2014/15 smlouvu až do roku 2016.

### Rennes
Dne 4. srpna 2014 bylo oznámeno, že Fernandes podepsal čtyřletou smlouvu do roku 2018 s francouzským Stade Rennais, protože Freiburg obdržel přestupovou částku ve výši 1,6 milionu eur, která může být ještě navýšena o další platby související s výkonem. Po příchodu do klubu dostal dres s číslem 6.
Fernandes debutoval ve Stade Rennais v úvodním zápase sezóny proti Lyonu, když nastoupil jako náhradník v 63. minutě při prohře 0:2. Od příchodu do klubu se rychle etabloval v prvním týmu. To trvalo až do doby, kdy Fernandes utrpěl zranění hamstringu, které ho na měsíc vyřadilo ze hry. Až 10. ledna 2015 se vrátil do prvního týmu a nastoupil do celého zápasu při remíze 1:1 s Evianem. Poté Fernandes pokračoval v získávání svého místa v prvním týmu po zbytek sezóny 2014/15. Ve své první sezóně ve Rennes odehrál třicet šest zápasů ve všech soutěžích.
Na začátku sezóny 2015/16 nastoupil Fernandes v prvních čtyřech ligových zápasech. To trvalo až do doby, kdy byl suspendován za pět žlutých karet, přičemž v posledních třech zápasech nasbíral tři karty. Po odpykání jednozápasového trestu se Fernandes vrátil do základní sestavy 19. září 2015 proti Lille, když Stade Rennais remizovalo 2:2. Jeho návrat však neměl dlouhého trvání, v následném zápase proti Gazélec Ajaccio utrpěl svalové zranění a byl střídán ve 22. minutě a klub remizoval 1:1. Po zápase bylo oznámeno, že Fernandes je mimo hru na tři až čtyři týdny. Až 18. října 2015 se vrátil do základní sestavy proti Nice, když Stade Rennais prohrálo 4:1. Fernandes se pak 24. října 2015 poprvé v kariéře stal kapitánem klubu proti FC Lorient a pomohl týmu k remíze 1:1. O dva týdny později, 6. listopadu 2015, vstřelil svůj první gól za Stade Rennais při výhře 2:0 nad Angers SCO. Fernandes poté odehrál svůj 50. zápas za klub, když nastoupil do celého zápasu při prohře 0:1 s Marseille 3. prosince 2015. Po návratu po zranění se Fernandes nadále prosazoval v základní jedenáctce. Navzdory tomu, že v sezóně 2015/16 vynechal další dva zápasy kvůli suspendaci, odehrál Fernandes ve všech soutěžích třicet sedm zápasů a jednou skóroval.
Na začátku sezóny 2016/17 se Fernandes objevil v prvních osmi ligových zápasech sezóny, včetně dvou zápasů jako kapitán. To trvalo až do doby, kdy byl dvakrát vyřazen ze Stade Rennais kvůli suspendaci a poté utrpěl zranění. Poté Fernandes zůstal zapojen v prvním týmu klubu, přestože se ke konci sezóny 2016/17 ocitl na lavičce náhradníků. Navzdory tomu dokázal Fernandes odehrát svůj 100. zápas za Rennes, když 14. května 2017 nastoupil proti SM Caen při výhře 1:0. Na konci sezóny 2016/17 odehrál dvacet osm zápasů ve všech soutěžích.

### Eintracht Frankfurt
Dne 2. června 2017 se Fernandes připojil k bundesligovému týmu Eintracht Frankfurt a podepsal zde dvouletou smlouvu.
Fernandes debutoval v dresu klubu a nastoupil do celého zápasu při výhře 3:0 nad TuS Erndtebrück v prvním kole DFB-Pokalu. Poté hrál za Frankfurt první dva měsíce pravidelně. Fernandes si však 23. září 2017 v zápase proti RB Lipsko natrhl hamstring a ve 27. minutě byl střídán, když klub prohrál 2:1. Následně bylo oznámeno, že bude několik týdnů mimo hru kvůli zranění hamstringu a také dva měsíce nehrál. Až 15. listopadu 2017 se Fernandes vrátil do prvního týmu a nastoupil jako náhradník v 75. minutě při remíze 1:1 s TSG 1899 Hoffenheim. Po návratu do prvního týmu po zranění se znovu ocitl v základní sestavě Frankfurtu. V semifinále DFB-Pokalu proti Schalke 04 byl však Fernandes vyloučen a klub následně i přesto vyhrál 1:0 a postoupil do dalšího kola. Z lavičky sledoval, jak Eintracht Frankfurt vyhrál 3:1 nad Bayernem Mnichov a postoupil do dalšího kola. Na konci sezóny 2017/18 odehrál Fernandes dvaadvacet zápasů ve všech soutěžích.
V úvodním zápase sezóny 2018/19 proti SC Freiburg byl Fernandes jmenován kapitánem poprvé ve své kariéře v Eintrachtu Frankfurt při absenci Davida Abrahama, když klub remizoval 1:1. Až 23. září 2018 vstřelil svůj první gól za klub při remíze 1:1 s RB Lipsko. Fernandes byl zapojen do prvního týmu první dva měsíce sezóny, dokud neutrpěl menší zranění, kvůli kterému vynechal jeden zápas. Po návratu po zranění zůstal v základní sestavě prvního týmu. Fernandes proto podepsal nové roční prodloužení smlouvy s Eintrachtem Frankfurt, které ho udrželo v klubu až do roku 2020. Při nepřetržité absenci Abrahama kvůli zranění byl Fernandes v roli kapitána Eintrachtu Frankfurt mezi prosincem a dubnem. Později však vynechal pět zápasů ve druhé polovině sezóny, včetně druhého přestupku, při prohře 1:3 s FC Augsburg 14. dubna 2019. Na konci sezóny 2018/19 odehrál Fernandes ve všech soutěžích třicet sedm zápasů a jednou skóroval.
V sezóně 2019/20 si Fernandes zahrál v obou zápasech play-off Evropské ligy UEFA proti RC Štrasburk, když pomohl Eintrachtu Frankfurt k celkové výhře 3:1 a poslal jej do skupinové fáze. Po zvýšení konkurence ve středu pole však zjistil, že jeho místo v prvním týmu je ohrožené, a proto byl umístěn na lavičku náhradníků. Do poloviny září si Fernandes připsal sedm startů za klub, přestože čelil suspendaci a zranění. Ve druhé polovině sezóny ho trápila zranění, která ho na několik měsíců vyřadila ze hry. Pětiměsíční přerušení kvůli pandemii covidu-19 mu poskytlo čas na zotavení a návrat k tréninku. 14. května 2020 bylo oznámeno, že Fernandes na konci sezóny ukončí kariéru, čímž ukončí 15letou kariéru. Teprve 23. května 2020 odehrál první zápas za Eintracht Frankfurt od prosince jako kapitán klubu, když klub prohrál 5:2 s Bayernem Mnichov. Utrpěl však zranění lýtka, které ho vyřadilo na zbytek sezóny. Fernandes odehrál dvaadvacet zápasů ve všech soutěžích. Dva měsíce po svém odchodu do hráčského důchodu poskytl rozhovor deníku Berner Zeitung a hovořil zde o svém odchodu do důchodu.

## Reprezentační kariéra
Fernandes mohl hrát za Švýcarsko a Kapverdy. Dne 26. dubna 2006 debutoval ve švýcarské reprezentaci do 21 let při remíze 3:3 s Rumunskem U21. Fernandes byl kapitánem švýcarské reprezentace U21, která hrála proti Anglii U21 v kvalifikačním zápase na Mistrovství Evropy ve fotbale hráčů do 21 let 2007 a stal se prvním hráčem s africkými kořeny, kterému se to podařilo. Za národní tým U21 odehrál devět zápasů.
Svůj první kompletní reprezentační zápas za Švýcarsko odehrál 22. srpna 2007 proti Nizozemsku. Fernandes byl jmenován do švýcarského týmu pro Mistrovství Evropy ve fotbale 2008. Hrál ve všech třech zápasech národního týmu na turnaji, ale Švýcarsko vypadlo již ve skupinové fázi.
Po skončení turnaje se Fernandes nadále za národní tým zapojoval do přátelských zápasů i kvalifikačních zápasů na Mistrovství světa ve fotbale 2010. 28. března 2009 vstřelil Fernandes svůj první gól za Švýcarsko, když hlavou po rohu zpečetil výhru 2:0 nad Moldavskem. Poté pomohl Švýcarsku kvalifikovat se na Mistrovství světa ve fotbale 2010 poté, co 14. října 2009 porazili Izrael. V květnu byl Fernandes povolán do národního týmu pro Mistrovství světa ve fotbale 2010 v Jihoafrické republice. Svůj první gól na Mistrovství světa ve fotbale vstřelil 16. června 2010, když díky jeho jedinému gólu Švýcarsko porazilo pozdějšího vítěze Španělsko. Poté byl ve Švýcarsku považován za národního hrdinu. Švýcarsko však i přes to nepostoupilo do osmifinále po prohře s Chile a remíze s Hondurasem.
V následujících čtyřech letech manažer Ottmar Hitzfeld pokračoval v povolávání Fernandese do národního týmu, ale ve středu zálohy mu dělali konkurenci Valon Behrami, Granit Xhaka a Blerim Džemaili. Fernandes odehrál 22 minut při výhře 2:1 nad Albánií 11. října 2013 a pomohl Švýcarsku kvalifikovat se na Mistrovství světa ve fotbale 2014. Manažer Vladimir Petković ho jmenoval do 23členného kádru na světový šampionát v Brazílii. Na turnaji se objevil pouze 1. července 2014 proti Argentině v osmifinále, kdy odehrál 54 minut, ale národní tým prohrál 1:0 a z turnaje vypadl.
Po skončení turnaje strávil Fernandes dva roky výhradně na lavičce náhradníků pod novým vedením Vladimira Petkoviće. Během toho odehrál svůj 50. zápas za Švýcarsko, když 18. listopadu 2014 nastoupil proti Polsku, když národní tým remizoval 2:2. V květnu 2016 vybral manažer Petković Fernandese do 23členného kádru pro Mistrovství Evropy ve fotbale 2016 ve Francii. Ve dvou ze tří zápasů ve skupině nastoupil ve zbývajících deseti minutách zápasu z lavičky náhradníků. V osmifinále proti Polsku odehrál Fernandes celý zápas až do penaltového rozstřelu, který národní tým ovšem prohrál.
Po skončení turnaje se v následujících dvou letech objevil v pěti zápasech. Přestože Švýcarsko nepostoupilo na Mistrovství světa ve fotbale 2018 přímo, dostalo se na něj poté, co v play-off porazilo Severní Irsko 1:0 v součtu obou hraných zápasů. Fernandes byl zařazen do 23členného týmu fotbalové reprezentace pro Mistrovství světa ve fotbale 2018 v Rusku. Byl však nevyužitým náhradníkem, protože národní tým byl z turnaje vyřazen, když v osmifinále prohrál se Švédskem 1:0. V návaznosti na to Fernandes oznámil svůj odchod z mezinárodního fotbalu.

## Po konci kariéry
Po odchodu do hráčského důchodu se Fernandes věnoval fotbalové administrativě. Od července 2021 do stejného měsíce roku 2022 působil jako viceprezident svého bývalého klubu FC Sion.
V dubnu 2022 FIFA oznámila jmenování Fernandese ředitelem členských asociací v Africe s účinností od 1. srpna 2022. Ve své funkci ředitele je zodpovědný za dohled nad službami pro posílení růstu a rozvoje afrických členských asociací prostřednictvím programu FIFA Forward. V březnu 2023 ve funkci ředitele podnikl dvoudenní pracovní návštěvu Ghany, kde jednal s Ghanskou fotbalovou asociací a jinými zúčastněnými stranami, včetně Ministerstva mládeže a tělovýchovy a Užšího výboru ghanského parlamentu pro mládež, sport a kulturu.

## Osobní život
Fernandes přijel do Švýcarska se svou matkou v pěti letech z Kapverdských ostrovů a rodina se usadila v Sionu, protože jeho otec José pracoval pro FC Sion jako správce hřiště. Pokud jde o jeho národnost, řekl: "To je pro mě důležité. Podívej se na mě, hned víš, odkud pocházím. Tohle je moje kultura, tady jsou mé kořeny. Mimochodem, není jediný den, abych nebyl na druhé straně oceánu na pár okamžiků cestování. Trochu Zouc nebo Funana a vyrazím. Ve chvílích, jako je tato, mě nemůže nic vyrušit."
Fernandes mluví portugalsky, oficiálním jazykem jeho rodiště, Kapverd. Kromě portugalštiny mluví Fernandes také kreolsky, francouzsky, německy, italsky, španělsky a anglicky. V současné době (2023) se učí čínsky a říká, že je to "pro zábavu". Fernandes je také bratrancem fotbalistů Manuela Fernandese, Adilsona Cabrala, Edimilsona Fernandese, Eltona Monteira a Ulissese Garcii.
Fernandes je ženatý a se svou ženou Tiffany mají dceru Siennu. Má ještě jednu dceru z předchozího vztahu.

## Statistiky
| Národní tým | Rok     | Zápasy | Góly |
| ----------- | ------- | ------ | ---- |
| Švýcarsko   | 2007    | 4      | 0    |
| Švýcarsko   | 2008    | 11     | 0    |
| Švýcarsko   | 2009    | 6      | 1    |
| Švýcarsko   | 2010    | 10     | 1    |
| Švýcarsko   | 2011    | 6      | 0    |
| Švýcarsko   | 2012    | 4      | 0    |
| Švýcarsko   | 2013    | 5      | 0    |
| Švýcarsko   | 2014    | 4      | 0    |
| Švýcarsko   | 2015    | 3      | 0    |
| Švýcarsko   | 2016    | 9      | 0    |
| Švýcarsko   | 2017    | 2      | 0    |
| Švýcarsko   | 2018    | 3      | 0    |
| Celkově     | Celkově | 67     | 2    |

#### Reprezentační góly
Skóre a výsledky Švýcarska jsou vždy zapsány jako první. Góly Gelsona Fernandese jsou zvýrazněny.
| Gól | Datum           | Místo                                                | Zápas | Soupeř    | Skóre | Výsledek | Soutěž                                           |
| --- | --------------- | ---------------------------------------------------- | ----- | --------- | ----- | -------- | ------------------------------------------------ |
| 1.  | 28. března 2009 | Zimbru Stadium, Kišiněv, Moldavsko                   | 17.   | Moldavsko | 2:0   | 2:0      | Kvalifikace na Mistrovství světa ve fotbale 2010 |
| 2.  | 16. června 2010 | Moses Mabhida Stadium, Durban, Jihoafrická republika | 25.   | Španělsko | 1:0   | 1:0      | Mistrovství světa ve fotbale 2010                |

## Úspěchy
FC Sion
- Švýcarský pohár: 2005/06

Eintracht Frankfurt
- DFB-Pokal: 2017/18